# Liste der Biografien/Nel
Liste der Biografien |
Portal Biografien |
Personensuche
# |
A |
B |
C |
D |
E |
F |
G |
H |
I |
J |
K |
L |
M |
N |
O |
P |
Q |
R |
S |
T |
U |
V |
W |
X |
Y |
Z |
?
 
Na |
Nb |
Nc |
Nd |
Ne |
Nf |
Ng |
Nh |
Ni |
Nj |
Nk |
Nl |
Nm |
Nn |
No |
Nr |
Ns |
Nt |
Nu |
Nv |
Nw |
Nx |
Ny |
Nz
 
Nea |
Neb |
Nec |
Ned |
Nee |
Nef |
Neg |
Neh |
Nei |
Nej |
Nek |
Nel |
Nem |
Nen |
Neo |
Nep |
Ner |
Nes |
Net |
Neu |
Nev |
New |
Nex |
Ney |
Nez
Die Liste der Biografien führt alle Personen auf, die in der deutschsprachigen Wikipedia einen Artikel haben. Dieses ist eine Teilliste mit 392 Einträgen von Personen, deren Namen mit den Buchstaben „Nel“ beginnt.

## Nel
- Nel, André (* 1959), französischer Paläoentomologe, Entomologe und Hochschullehrer
- Nel, Ariane (* 1996), südafrikanische Sprinterin
- Nel, Carina (* 1988), südafrikanische Schauspielerin
- Nel, Christof (1944–2024), deutscher Theater- und Opernregisseur
- Nel, Gerrie (* 1961), südafrikanischer Jurist
- Nel, Gert Cornelius (1885–1950), südafrikanischer Botaniker
- Nel, Grant (* 1988), australischer Wasserspringer
- Nel, Johan (* 1990), südafrikanischer Mörder
- Nel, Kristina (* 1953), deutsche Schauspielerin
- Nel, Vita (* 1975), südafrikanische Beachvolleyballspielerin
- Nel, Wenda (* 1988), südafrikanische Hürdenläuferin

### Nela
- Nela mała reporterka (* 2005), polnische Reisereporterin und Autorin
- Nela, Sebastiano (* 1961), italienischer Fußballspieler
- Nélaton, Auguste (1807–1873), französischer Arzt und Chirurg

### Nelb
- Nelböck, Hans (1903–1954), österreichischer Mörder des Philosophen Moritz Schlick

### Nelc
- Nelck, Annelies (1925–2014), französische Malerin und Plastikerin

### Neld
- Nelde, Peter H. (1942–2007), deutscher Sprachwissenschaftler und Hochschullehrer
- Neldel, Alexandra (* 1976), deutsche Schauspielerin und SynchronsprecherinAlexandra Neldel (* 1976)

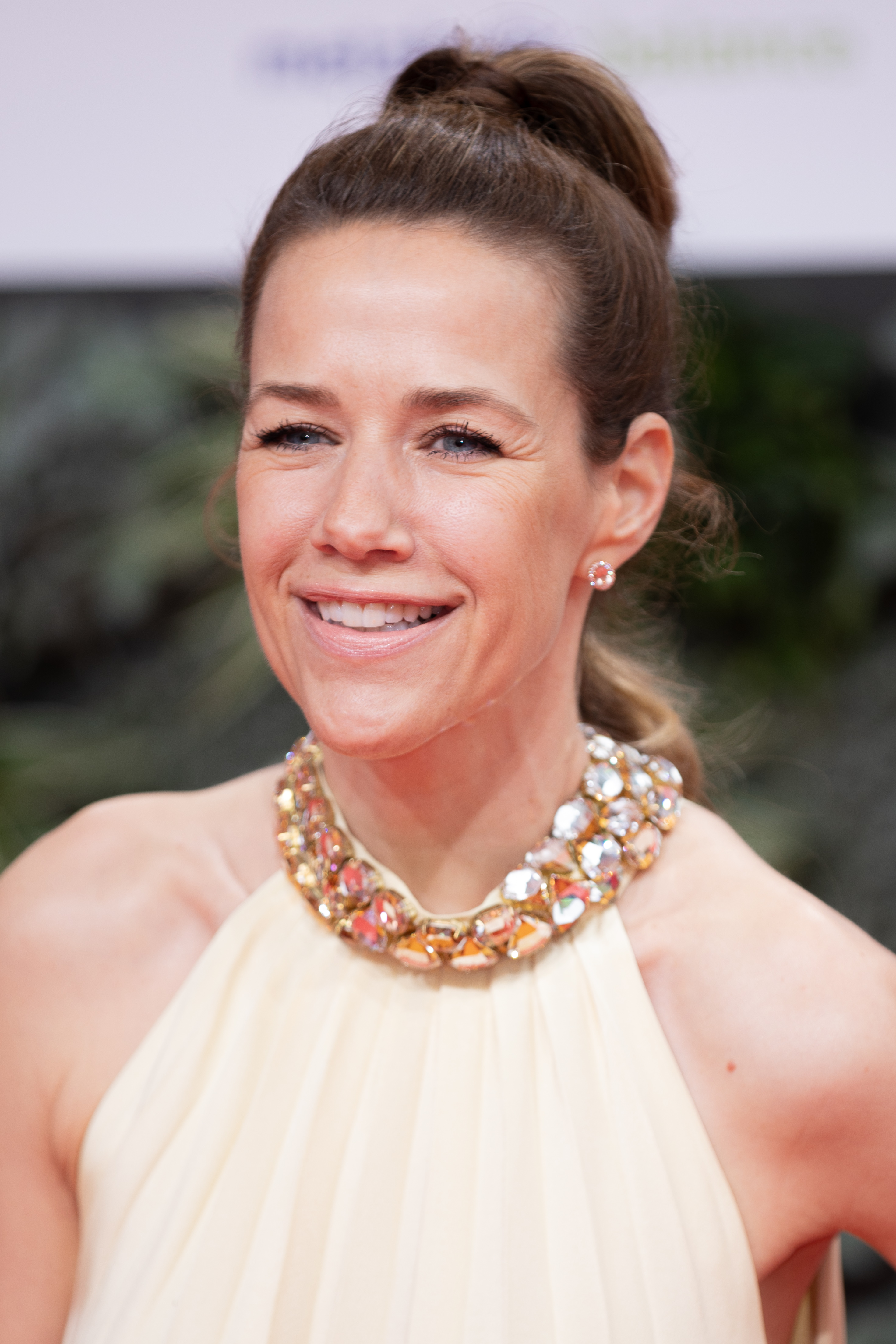
Alexandra Neldel (* 1976)

- Neldel, Carl (1863–1911), deutscher Opernsänger (Bass)
- Neldel, Johannes (1554–1612), deutscher Rhetoriker, Logiker, Rechtswissenschaftler und Philosoph
- Nelder, John (1924–2010), britischer Mathematiker und Statistiker
- Neldner, Dirk (* 1958), deutscher Theatermacher und Kulturmanager

### Nele
- Nele, E. R. (* 1932), deutsche Bildhauerin
- Neleman, Hans (* 1960), niederländischer Maler und Werbefotograf
- Nelen, Barbara (* 1991), belgische Hockeyspielerin
- Nelepp, Georgi Michailowitsch (1904–1957), sowjetischer Opernsänger (Tenor)
- Neleus, Sohn von Kiriskos aus Skepsis

### Nelh
- Nelhiebel, Kurt (1927–2024), deutscher Autor
- Nelhýbel, Václav (1919–1996), US-amerikanischer Komponist und Professor

### Neli
- Neli, Linus (* 1957), indischer Geistlicher, römisch-katholischer Erzbischof von Imphal
- Neliba, Günter (1925–2012), deutscher Historiker
- Neliba, Jan (* 1953), tschechischer Eishockeyspieler und -trainer
- Nelidow, Andrei Witaljewitsch (* 1957), russischer Politiker
- Neligan, Dorinda (1833–1914), britische Schuldirektorin und Suffragette
- Neligan, Gwendoline (1906–1972), britische Florettfechterin
- Neligan, Maurice (1937–2010), irischer Herzchirurg
- Nelik, Doğukan (* 2000), türkischer Fußballspieler
- Nelimarkka, Eero (1891–1977), finnischer Maler
- Nelin, Dion (* 1976), dänischer Carambolagespieler und Europa- und Weltmeister
- Nelin, Jesper (* 1992), schwedischer Biathlet und Skilangläufer
- Nelinho (* 1950), brasilianischer Fußballspieler
- Nelis, André (1935–2012), belgischer Segler
- Nelis, Damien, irischer Altphilologe
- Nelis, Heinrich-Josef (1894–1945), deutscher Hochschullehrer und SS-Funktionär
- Nelisi, Mark (* 2005), amerikanisch-samoanischer Fußballspieler
- Nélisse, Isabelle (* 2003), kanadische Schauspielerin
- Nelisse, Robin (* 1978), niederländischer Fußballspieler
- Nélisse, Sophie (* 2000), kanadische SchauspielerinSophie Nélisse (* 2000)

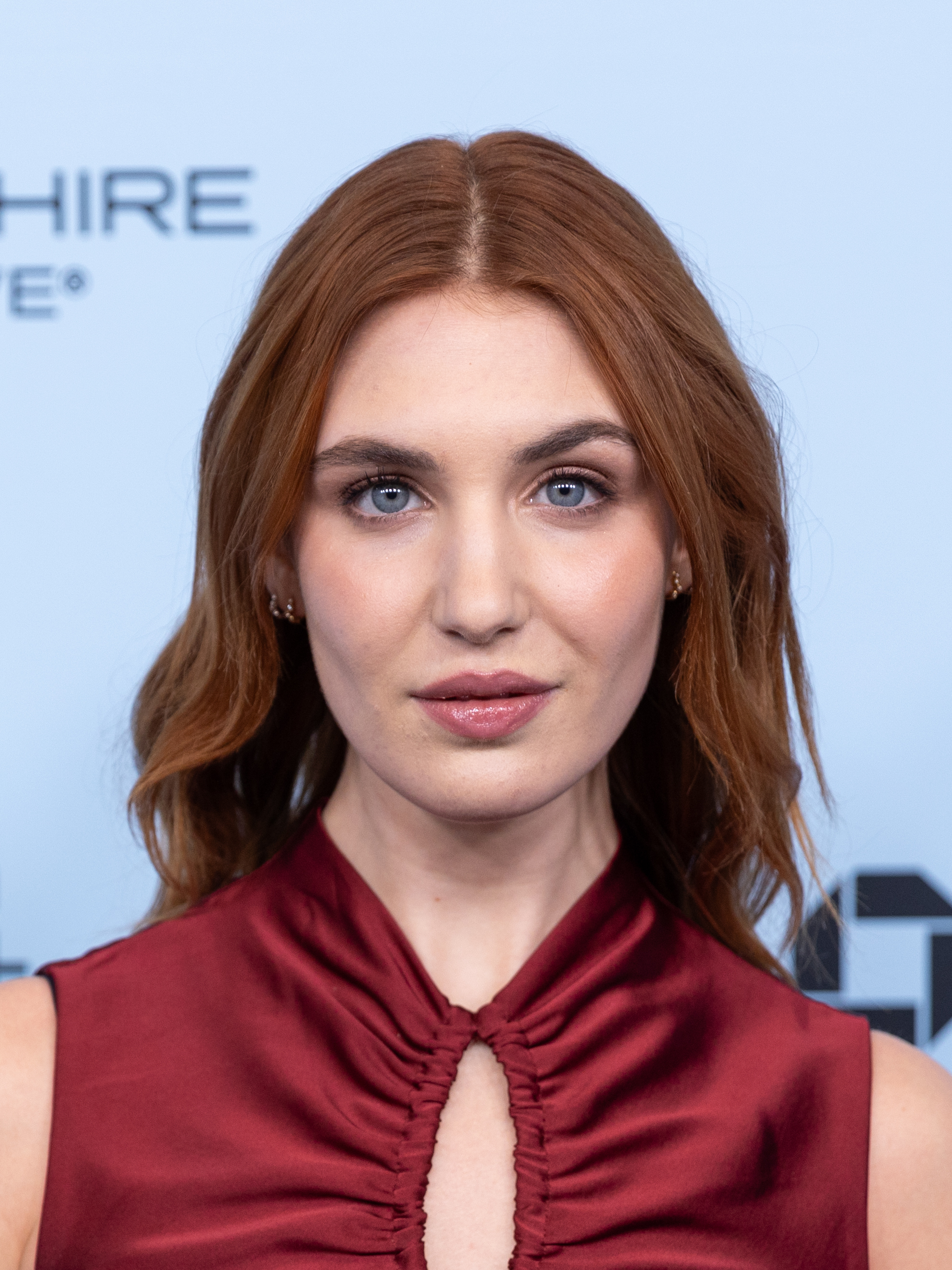
Sophie Nélisse (* 2000)

- Nelissen, Danny (* 1970), niederländischer Radrennfahrer
- Nelissen, Jean (1936–2010), niederländischer Sportjournalist und Buchautor
- Nelissen, Roelof (1931–2019), niederländischer Politiker (KVP, CDA)
- Nelissen, Wilfried (* 1970), belgischer Radrennfahrer
- Nelissen-Haken, Bruno (1901–1975), deutscher Schriftsteller
- Neliupšienė, Jovita (* 1980), litauische Diplomatin und Politikwissenschaftlerin
- Nelius, Georg (* 1949), deutscher Politiker (SPD), MdL

### Nelj
- Neljubin, Alexander Petrowitsch (1785–1858), russischer Pharmakologe und Hochschullehrer
- Neljubin, Dmitri Wladislawowitsch (1971–2005), sowjetischer bzw. russischer Radsportler
- Neljubin, Wladislaw Wiktorowitsch (* 1947), sowjetischer Radsportler
- Neljubow, Grigori Grigorjewitsch (1934–1966), sowjetischer Militärpilot und Kosmonautenanwärter
- Neljubowa, Olga Wiktorowna (* 1964), russische Mittelstreckenläuferin

### Nelk
- Nelk, Marge (* 1975), estnische Künstlerin und Buchdesignerin
- Nelken, Dinah (1900–1989), deutsche Schriftstellerin und Drehbuchautorin
- Nelken, Margarita (1894–1968), spanische Feministin und Autorin
- Nelken, Michail (* 1952), deutscher Politiker (Die Linke), MdA
- Nelkenbrecher, Johann Christian († 1760), deutscher Autor, Mathematiker
- Nelkenstock, Gabriele (* 1959), deutsche Sozialpädagogin und vielfach ehrenamtlich engagierte Unternehmerin
- Nelkin, Dorothy (1933–2003), US-amerikanische Soziologin

### Nell
- Nell, Adam (1824–1901), deutscher Mathematiker und Kartograf
- Nell, Albert (1935–2021), deutscher Kommunalpolitiker (CDU) und Landrat
- Nell, Bob, US-amerikanischer Jazzpianist
- Nell, Christopher (* 1979), deutscher Schauspieler und SängerChristopher Nell (* 1979)

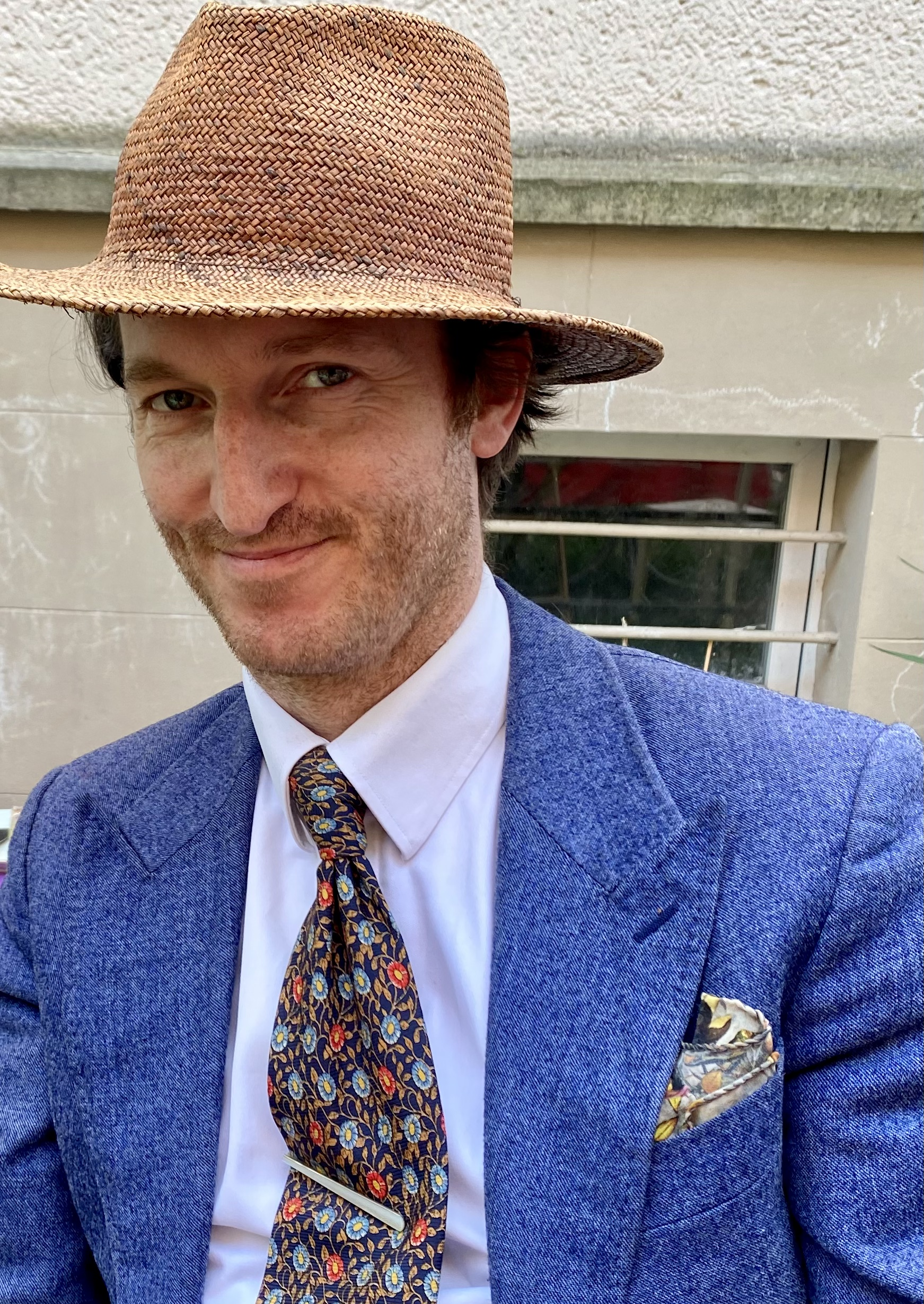
Christopher Nell (* 1979)

- Nell, Ernst (1884–1983), deutscher evangelischer Theologe und Kirchenpolitiker
- Nell, Eugen (1905–1994), deutscher Maler
- Nell, Franz (1922–1998), deutscher Fußballspieler
- Nell, Franz Maria von (1794–1852), österreichischer Verwaltungsbeamter und Schriftsteller
- Nell, Friedrich von (1816–1857), preußischer Landrat
- Nell, Gerfried (1941–2021), deutsch-österreichischer Arzt, Pharmakologe und Pharmaunternehmer
- Nell, Holger (* 1966), deutscher Jazzmusiker (Schlagzeug)
- Nell, Jeanné (1983–2014), südafrikanischer Bahnradsportler
- Nell, Julius (1855–1917), österreichischer Architekt des Historismus
- Nell, Krista (1946–1975), österreichische Sängerin und Schauspielerin
- Nell, Martin (1960–2015), deutscher Ökonom
- Nell, Meinrad (* 1945), österreichischer Radio- und Fernsehsprecher
- Nell, Michael (* 1984), kanadischer Skispringer und Nordischer Kombinierer
- Nell, Oskar von (1861–1923), preußischer Verwaltungsbeamter und Landrat
- Nell, Peter (1907–1957), deutscher Schriftsteller und Politiker (SED)
- Nell, Werner (* 1951), deutscher Literaturwissenschaftler
- Nell, William Cooper (1816–1874), afroamerikanischer Journalist, Verleger und Autor
- Nell-Breuning, Oswald von (1890–1991), deutscher katholischer Theologe, Nationalökonom und Sozialphilosoph
- Nellaiparambil, Vincent (* 1971), indischer Geistlicher und syro-malabarischer Bischof von Bijnor
- Nelle, Albrecht (1931–2020), evangelischer Theologe
- Nelle, Engelbert (1933–2016), deutscher Politiker (CDU), MdB, und Fußballfunktionär
- Nelleman, Nicolaas (1722–1805), niederländischer alt-katholischer Bischof von Deventer
- Nellemann, Jac (* 1944), dänischer Rennfahrer
- Nellemose, Karin (1905–1993), dänische Schauspielerin
- Nellemose, Wilhelm (1890–1944), dänischer Kapitän und Generalsekretär des International Council for the Exploration of the Sea
- Nellen, Hermann (1910–1982), preußischer Landrat und Ministerialdirigent in Nordrhein-Westfalen
- Nellen, Joop van (1910–1992), niederländischer Fußballspieler
- Nellen, Peter (1912–1969), deutscher Politiker (CDU, SPD), MdB
- Nellen, Wolfgang (* 1949), deutscher Biologe und Genetiker
- Nellenburg-Tengen, Christoph von († 1539), Freiherr und Graf
- Neller, Georg Christoph (1709–1783), Kanonist und Hochschullehrer
- Neller, Marc (* 1973), deutscher Journalist und Reporter
- Neller, Robert B. (* 1953), US-amerikanischer General (United States Marine Corps), Commandant of the Marine Corps
- Nelles, Anna, deutsche Physikerin und Hochschullehrerin
- Nelles, Benjamin (* 2001), deutscher Ruderer
- Nelles, Harry (1918–1986), deutscher Fußballspieler
- Nelles, Jacob Josef (1818–1887), deutscher Dombau-Rendant zu Köln
- Nelles, Johannes (1910–1968), deutscher Chemiker und Direktor der Buna-Werke
- Nelles, Johannes (* 1965), deutscher Fußballspieler
- Nelles, Kajo (* 1953), deutscher Tanz-Entrepreneur und Autor
- Nelles, Mathilde (* 1997), belgische Skirennläuferin
- Nelles, Michael (* 1966), deutscher Ökonom
- Nelles, Paul Arnold (1923–2005), deutscher Jurist und Politiker (SPD)
- Nelles, Pauline (* 2002), deutsche Fußballtorhüterin
- Nelles, Robert (* 1958), belgischer Politiker
- Nelles, Roland (* 1971), deutscher Journalist
- Nelles, Theresa (* 1982), deutsche Opern-, Oratorien-, Lied- und Konzertsängerin (Sopran)
- Nelles, Ursula (* 1949), deutsche Rechtswissenschaftlerin, Professorin und Rektorin der Westfälischen Wilhelms-Universität in MünsterUrsula Nelles (* 1949)

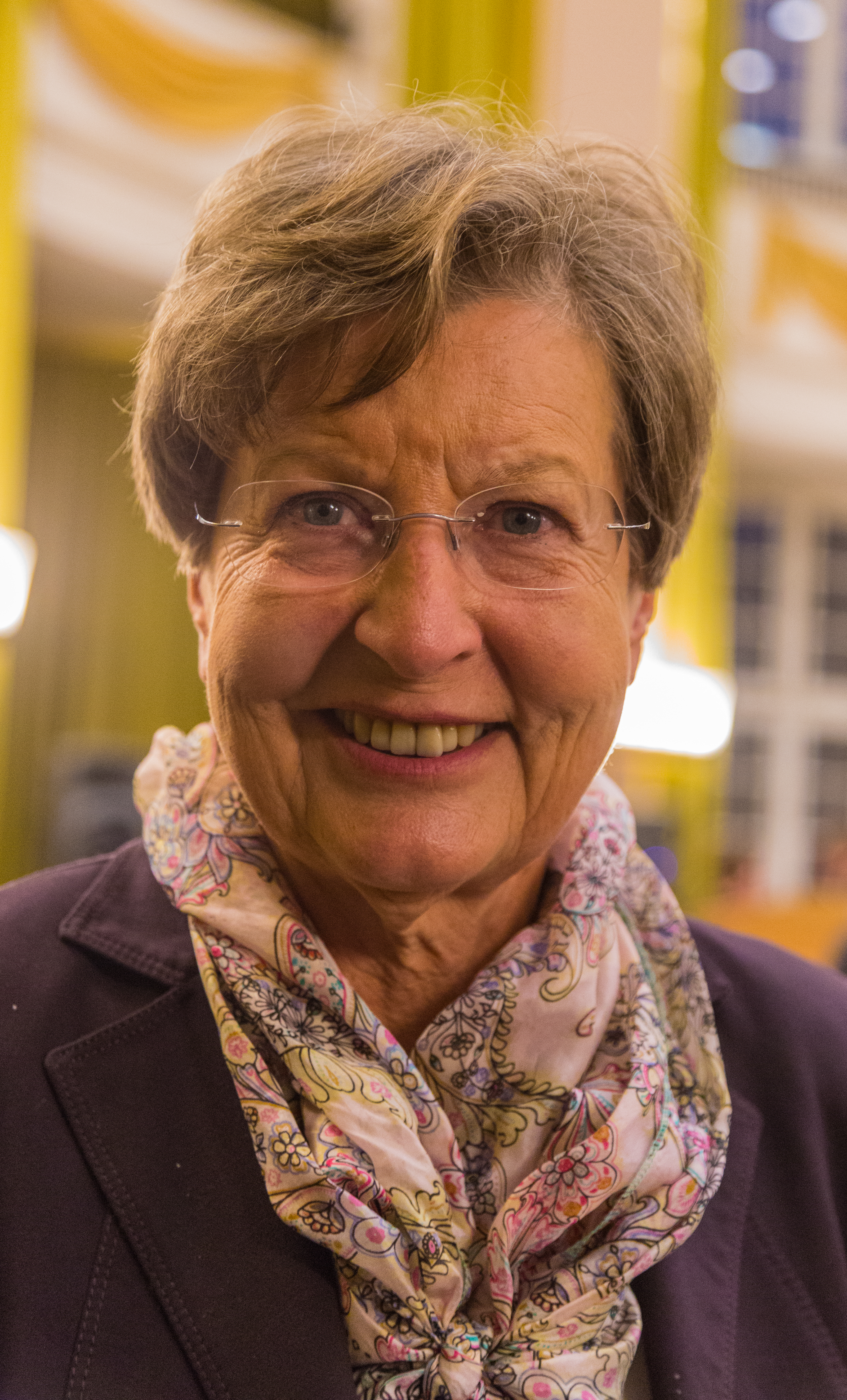
Ursula Nelles (* 1949)

- Nelles, Wilfried (* 1948), deutscher Psychologe
- Nellessen, Bernd (1924–2008), deutscher Journalist und Buchautor
- Nellessen, Bernhard (* 1958), deutscher Fernsehjournalist
- Nellessen, Carl von (1799–1871), deutscher Tuchfabrikant und Politiker sowie Rittergutsbesitzer
- Nellessen, Ernst (1928–1982), deutscher katholischer Theologe, Hochschullehrer und Priester
- Nellessen, Franz Carl (1752–1819), deutscher Tuchfabrikant und Bürgermeister der Reichsstadt Aachen
- Nellessen, Hermann Josef (1923–2004), deutscher Dirigent und Komponist
- Nellessen, Leonhard Aloys Joseph (1783–1859), deutscher römisch-katholischer Priester und Verfechter des Ultramontanismus
- Nelleßen, Nils (* 1971), deutscher Schauspieler
- Nellessen, Patrick (* 1987), deutscher Schauspieler
- Nellessen, Ulrich (* 1952), deutscher Mediziner
- Nelli Feroci, Ferdinando (* 1946), italienischer Diplomat und EU-Beamter
- Nelli, Barbara, italienische Schauspielerin
- Nelli, Carlos (1902–1994), brasilianischer Stabhochspringer
- Nelli, Ottaviano, umbrischer Maler
- Nelli, Piero (1926–2014), italienischer Dokumentarfilmer und Filmregisseur
- Nelli, Plautilla († 1588), italienische Künstlerin
- Nelli, René (1906–1982), französischer Dichter, Romanist, Okzitanist, Historiker und Ethnologe
- Nelligan, Émile (1879–1941), kanadischer Dichter französischer Sprache
- Nelligan, James L. (* 1929), US-amerikanischer Politiker
- Nelligan, Kate (* 1950), kanadische Schauspielerin
- Nellikunnel, John (* 1973), indischer Geistlicher, syro-malabarischer Bischof von Idukki
- Nellikunnel, Mathew (* 1970), indischer Ordensgeistlicher und syro-malabarischer Bischof von Gorakhpur
- Nellis, William Harrell (1916–1944), US-amerikanischer Offizier, Leutnant der U. S. Air Force
- Nellis, William J., US-amerikanischer Physiker
- Nellissen, Gabriele (* 1954), deutsche Juristin und ehemalige Hochschullehrerin
- Nellissen, Johannes (1879–1950), deutscher Architekt
- Nellist, David (* 1969), englischer Schauspieler
- Nellius, Georg Hermann (1891–1952), deutscher Komponist und Musikdirektor
- Nellmann, Eberhard (1930–2009), deutscher Germanist
- Nellmann, Erich (1895–1968), deutscher Jurist
- Nellmapius, Alois Hugo (1847–1893), südafrikanischer Geschäftsmann und Industrieller
- Nellner, Werner (1912–2004), deutscher Geograph
- Nellum, Bryshon (* 1989), US-amerikanischer Sprinter
- Nelly (1899–1998), griechische Fotografin
- Nelly (* 1974), US-amerikanischer Rapper

### Nelm
- Nelms, Mike (* 1955), US-amerikanischer American-Football-Spieler und Unternehmer

### Nelo
- Nelom, Miquel (* 1990), niederländischer Fußballspieler
- Neloms, Bob (1942–2020), amerikanischer Pianist des Modern Jazz und Musikpädagoge
- Neloski, Marko (* 1996), mazedonischer Handballspieler

### Nels
- Nels, Eduard (1833–1906), deutscher Politiker (Zentrum), MdR
- Nels, Louis (1855–1910), deutscher Verwaltungsjurist und Kolonialbeamter
- Nels, Sylvia (* 1973), deutsche Musikerin
- Nelsen, Ancher (1904–1992), US-amerikanischer Politiker
- Nelsen, Chester junior (1922–2018), US-amerikanischer Radrennfahrer
- Nelsen, Donald (* 1944), US-amerikanischer Radrennfahrer
- Nelsen, Jo van (* 1968), deutscher Schauspieler, Chansonsänger und RegisseurJo van Nelsen (* 1968)

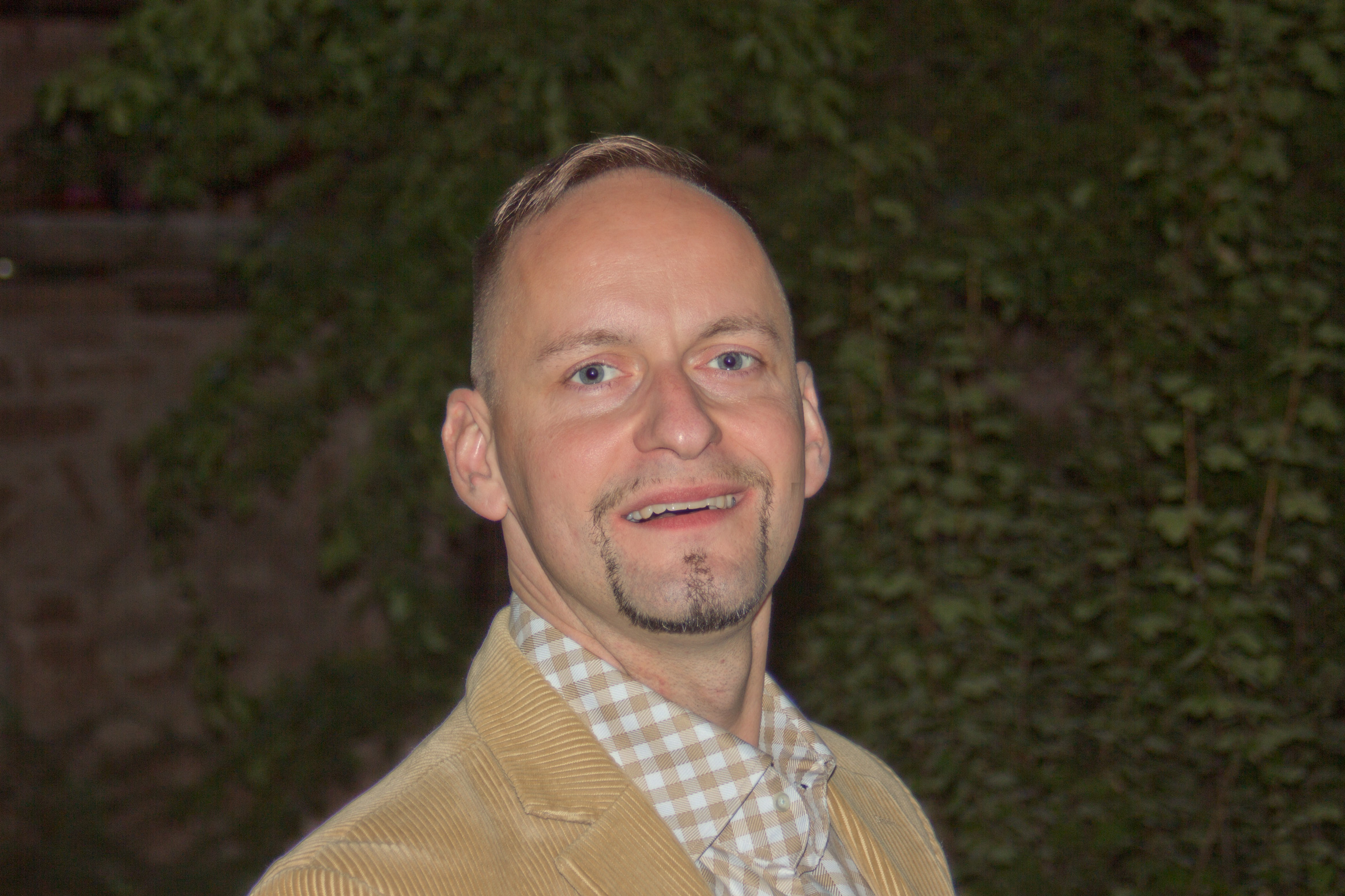
Jo van Nelsen (* 1968)

- Nelsen, Nels (1894–1943), kanadisch-norwegischer Skispringer
- Nelsen, Ryan (* 1977), neuseeländischer Fußballspieler
- Nelska, Liliana (* 1946), österreichisch-ungarische Schauspielerin
- Nelson Delisle, Louis (1885–1949), US-amerikanischer Jazz-Klarinettist des New Orleans Jazz
- Nelson Spielman, Lori (* 1961), US-amerikanische Schriftstellerin
- Nelson, Adam (* 1975), US-amerikanischer Kugelstoßer
- Nelson, Adolphus Peter (1872–1927), US-amerikanischer Politiker
- Nelson, Al, amerikanischer Tontechniker
- Nelson, Alondra (* 1968), US-amerikanische Soziologin
- Nelson, Andy (* 1935), englischer Fußballspieler und -trainer
- Nelson, Andy (* 1953), US-amerikanischer Tontechniker, Toningenieur und Mischtonmeister
- Nelson, Ann (1958–2019), US-amerikanische Physikerin
- Nelson, Arnett (1892–1959), US-amerikanischer Jazz- und Bluesmusiker
- Nelson, Arthur E. (1892–1955), US-amerikanischer Politiker
- Nelson, Ashleigh (* 1991), britische Sprinterin
- Nelson, Azumah (* 1958), ghanaischer Boxer
- Nelson, Babyface (1908–1934), US-amerikanischer Gangster und BankräuberBabyface Nelson (1908–1934)

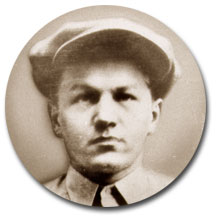
Babyface Nelson (1908–1934)

- Nelson, Barry (1917–2007), US-amerikanischer Schauspieler
- Nelson, Battling (1882–1954), US-amerikanischer Boxer
- Nelson, Ben (* 1941), US-amerikanischer Politiker
- Nelson, Benjamin (1911–1977), amerikanischer Soziologe und Ideenhistoriker
- Nelson, Bill (* 1942), amerikanischer Politiker und Astronaut
- Nelson, Bill (* 1948), englischer Gitarrist, Songwriter, Musikproduzent, Maler, Fotograf
- Nelson, Blake (* 1965), US-amerikanischer Schriftsteller
- Nelson, Bob, mexikanisches Model und Schauspieler
- Nelson, Bob (* 1956), US-amerikanischer Drehbuchautor und Filmregisseur
- Nelson, Brendan (* 1958), australischer Politiker
- Nelson, Brian J. (* 1967), US-amerikanischer Komponist
- Nelson, Bridget Jones (* 1964), US-amerikanische Schauspielerin und Drehbuchautorin
- Nelson, Brock (* 1991), US-amerikanischer Eishockeyspieler
- Nelson, Bruce (1952–1999), US-amerikanischer Softwareentwickler
- Nelson, Bryan (1932–2015), britischer Ornithologe
- Nelson, Byron (1912–2006), US-amerikanischer Golfspieler
- Nelson, Casey (* 1992), US-amerikanischer Eishockeyspieler
- Nelson, Charles (1830–1909), Kapitän und Reeder

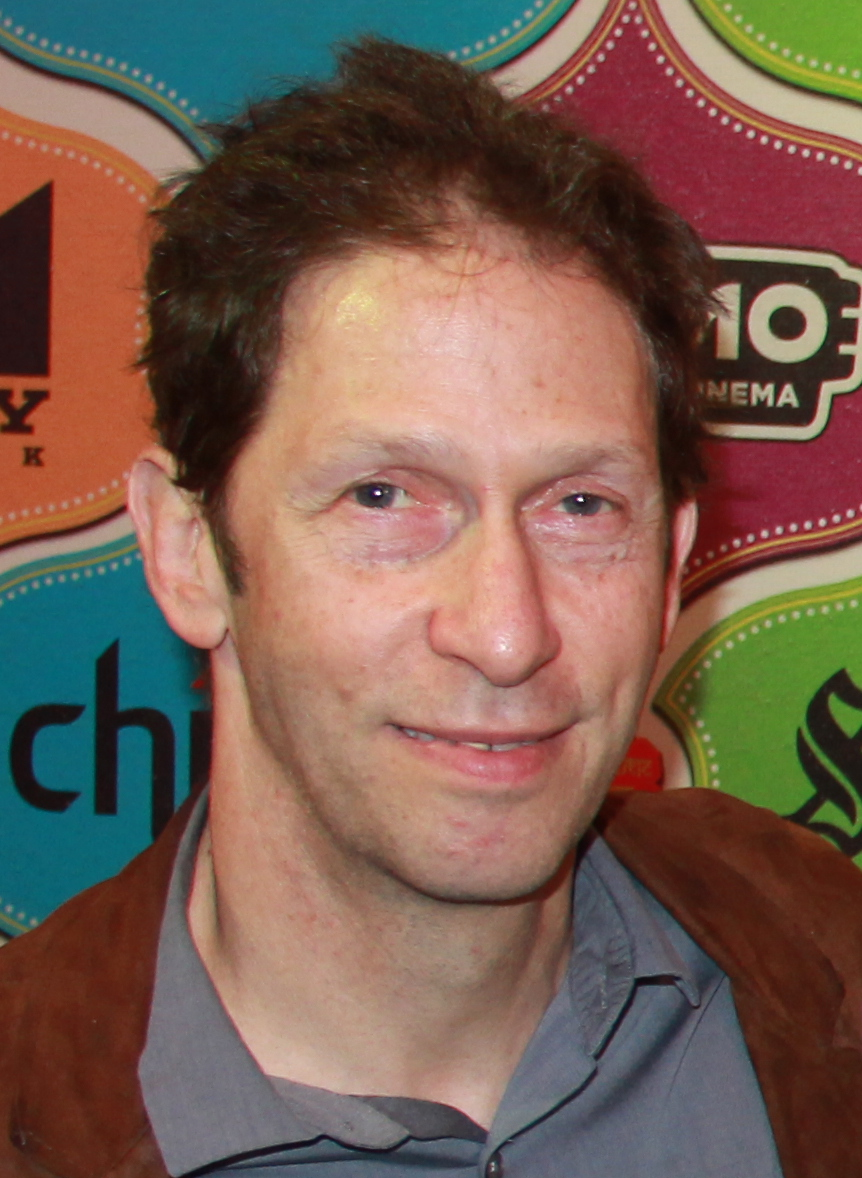
Tim Blake Nelson (* 1964)

- Nelson, Charles (1901–1997), US-amerikanischer Filmeditor
- Nelson, Charles (* 1942), US-amerikanischer Wirtschaftswissenschaftler und Hochschullehrer
- Nelson, Charles Joseph (1920–2011), US-amerikanischer Diplomat, Botschafter in Botswana, Lesotho und Swasiland
- Nelson, Charles P. (1907–1962), US-amerikanischer Politiker
- Nelson, Chris (* 1964), US-amerikanischer Farmer und Politiker (Republikanische Partei)
- Nelson, Christopher, US-amerikanischer Maskenbildner
- Nelson, Cindy (* 1955), US-amerikanische Skiläuferin
- Nelson, Craig T. (* 1944), US-amerikanischer SchauspielerCraig T. Nelson (* 1944)

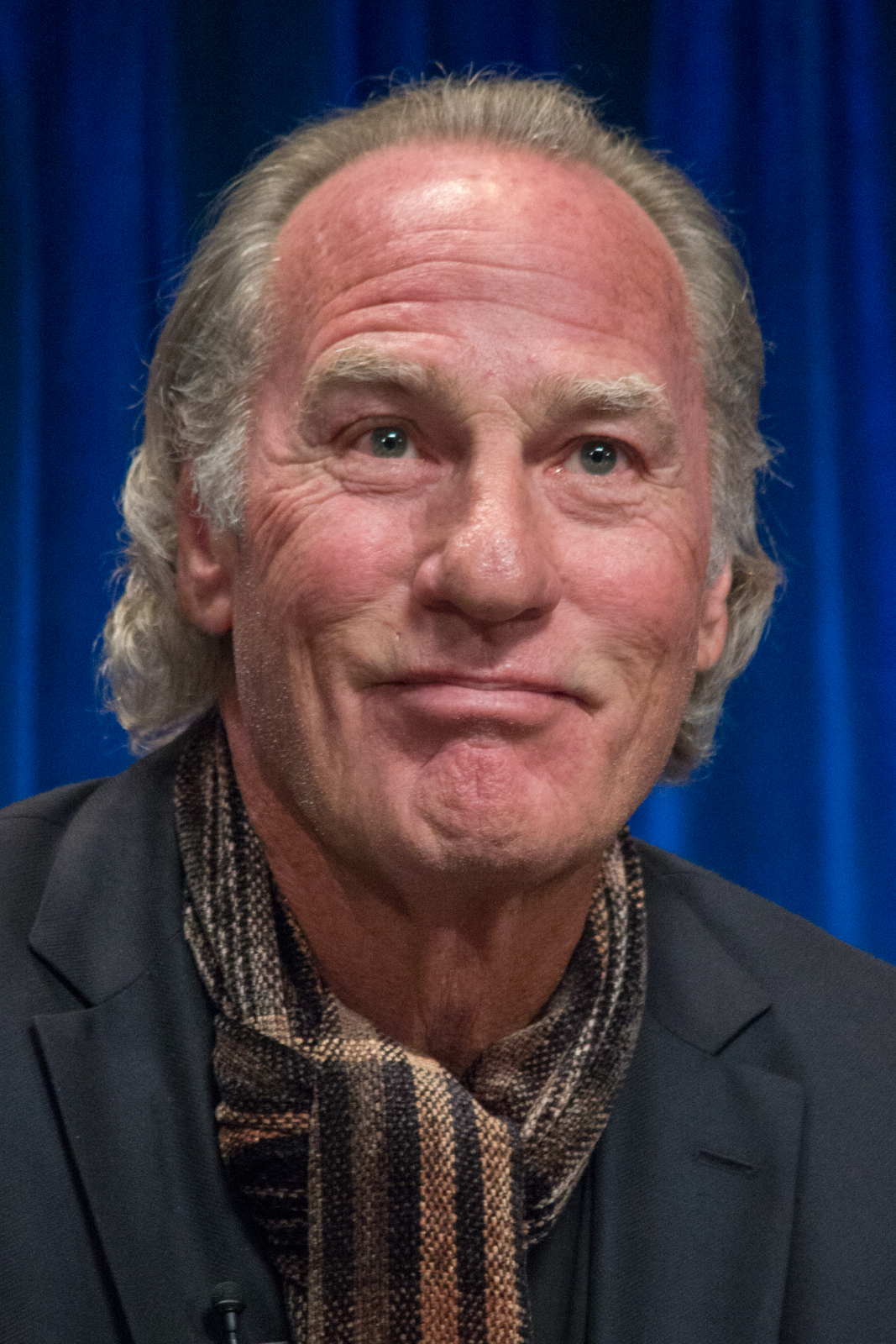
Craig T. Nelson (* 1944)

- Nelson, Cynthia (1933–2006), amerikanische Anthropologin
- Nelson, Dave (1905–1946), US-amerikanischer Jazz-Musiker
- Nelson, David († 1789), Botaniker
- Nelson, David (1793–1844), US-amerikanischer Geistlicher, Abolitionist und Autor
- Nelson, David (1936–2011), US-amerikanischer Schauspieler, Filmregisseur und Filmproduzent
- Nelson, David (* 1943), US-amerikanischer Musiker
- Nelson, David (* 1951), US-amerikanischer Physiker
- Nelson, DeMarcus (* 1985), US-amerikanisch-serbischer Basketballspieler
- Nelson, Dennis (* 1990), jamaikanischer Volleyball-Nationalspieler
- Nelson, Dolliver (1932–2016), grenadischer Jurist und Richter, ehemaliger Präsident des Internationalen Seegerichtshofes
- Nelson, Don (* 1940), US-amerikanischer Basketballtrainer und -spielerDon Nelson (* 1940)

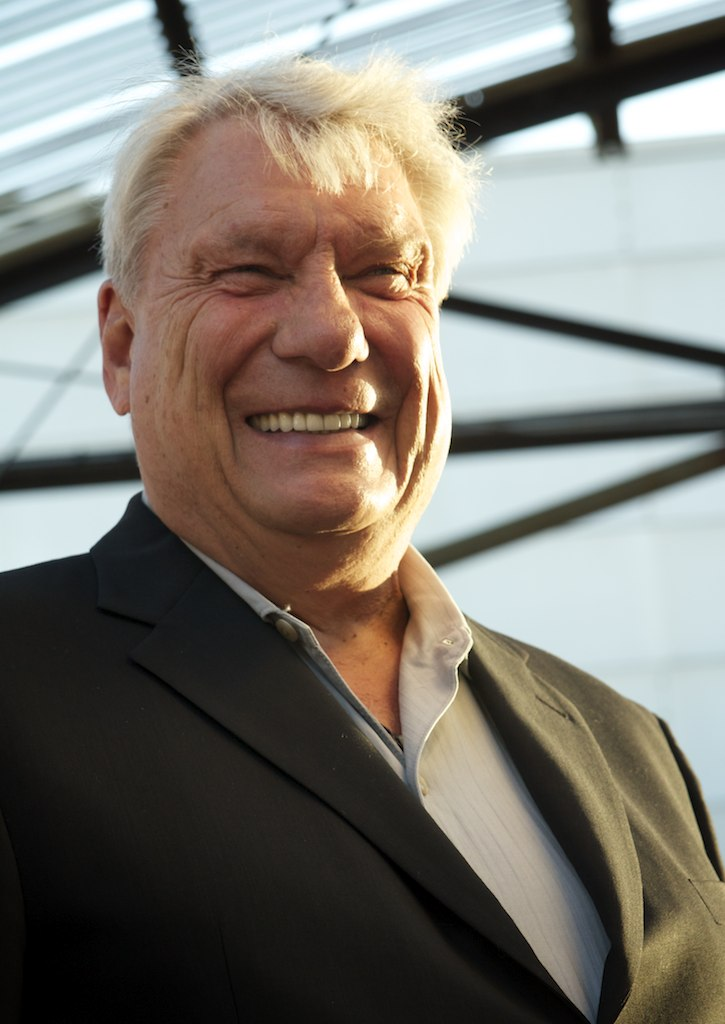
Don Nelson (* 1940)

- Nelson, Donna (* 1954), amerikanische Chemikerin und Hochschullehrerin
- Nelson, Donnie (* 1962), US-amerikanischer Basketballfunktionär und Basketballtrainer
- Nelson, Dwight (1946–2018), jamaikanischer Politiker (JLP) und Gewerkschafter (BITU)
- Nelson, Earl (1928–2008), US-amerikanischer Sänger und Songwriter des Rhythm & Blues
- Nelson, Earle (1897–1928), US-amerikanischer Serienmörder
- Nelson, Ed (1928–2014), US-amerikanischer Schauspieler
- Nelson, Edward (1932–2014), US-amerikanischer Mathematiker
- Nelson, Edward William (1855–1934), US-amerikanischer Naturforscher und Ethnologe
- Nelson, Edwin (1881–1961), US-amerikanischer Politiker
- Nelson, Ella (* 1994), australische Sprinterin
- Nelson, Emily (* 1996), britische Radsportlerin
- Nelson, Eric (1912–1996), britischer Offizier der Luftstreitkräfte des Vereinigten Königreichs
- Nelson, Erich (1897–1980), deutscher Künstler und wissenschaftlicher Zeichner
- Nelson, Evelyn (1943–1987), kanadische Mathematikerin
- Nelson, Everett J. (1900–1988), US-amerikanischer Philosoph
- Nelson, Francis (1910–1973), US-amerikanischer Eishockeyspieler
- Nelson, Frank (1887–1970), US-amerikanischer Stabhochspringer
- Nelson, Gary K. (1935–2013), US-amerikanischer Jurist und Politiker
- Nelson, Gaylord (1916–2005), US-amerikanischer Politiker
- Nelson, Gene (1920–1996), US-amerikanischer Filmregisseur, Schauspieler, Drehbuchautor und Filmproduzent
- Nelson, George (1908–1986), US-amerikanischer Designer und Architekt
- Nelson, George (1926–1959), US-amerikanischer Doowop-Sänger
- Nelson, George Driver (* 1950), US-amerikanischer Astronaut
- Nelson, George R. (1927–1992), US-amerikanischer Szenenbildner und Oscarpreisträger
- Nelson, Greg, US-amerikanischer Maskenbildner
- Nelson, Gregory (* 1988), niederländischer Fußballspieler
- Nelson, Hans (1887–1960), deutscher Ministerialbeamter
- Nelson, Harold (1923–2011), neuseeländischer Langstreckenläufer
- Nelson, Harry (* 1934), kanadischer Sprinter
- Nelson, Hein L. W. (1916–2008), niederländischer Latinist
- Nelson, Herbert (1910–1988), deutsch-US-amerikanischer Kabarettist
- Nelson, Hilaree (1972–2022), US-amerikanische Skibergsteigerin
- Nelson, Homer Augustus (1829–1891), US-amerikanischer Jurist und Politiker
- Nelson, Horatio, 1. Viscount Nelson (1758–1805), britischer AdmiralHoratio Nelson, 1. Viscount Nelson (1758–1805)

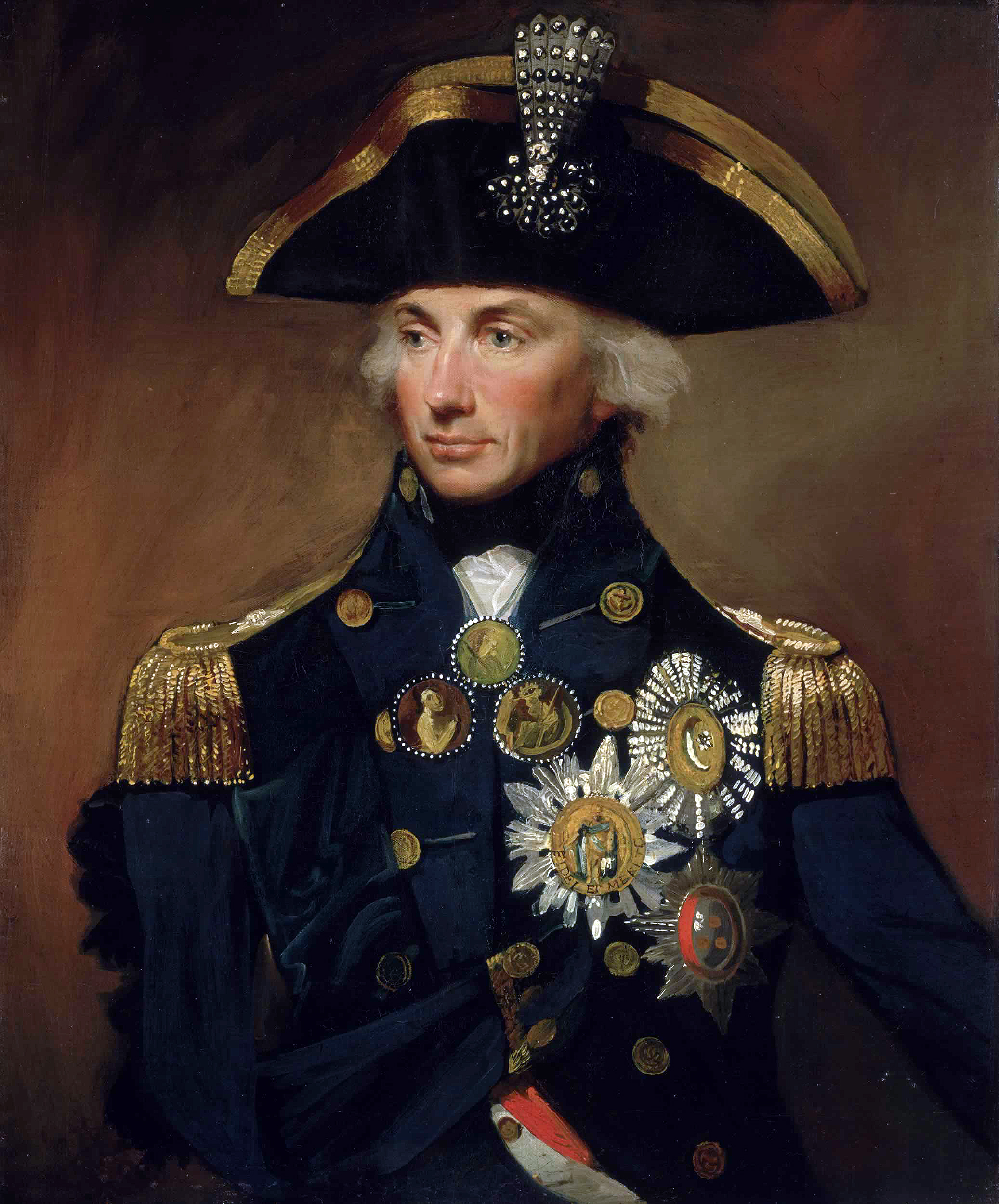
Horatio Nelson, 1. Viscount Nelson (1758–1805)

- Nelson, Hugh (1768–1836), US-amerikanischer Politiker
- Nelson, Hugh (1830–1893), kanadischer Politiker, Vizegouverneur von British Columbia
- Nelson, Ian (* 1982), US-amerikanischer Schauspieler
- Nelson, Ian (* 1995), US-amerikanischer Schauspieler
- Nelson, Isaiah (* 2001), US-amerikanischer Skirennläufer
- Nelson, Iver Nicholas (1893–1970), US-amerikanischer Romanist und Hispanist
- Nelson, Jack (1891–1983), argentinischer Polospieler
- Nelson, Jameer (* 1982), US-amerikanischer Basketballspieler
- Nelson, James (* 1982), britischer Tennisspieler
- Nelson, Janet L. (1942–2024), britische Historikerin
- Nelson, Jayden (* 2002), kanadischer FußballspielerJayden Nelson (* 2002)

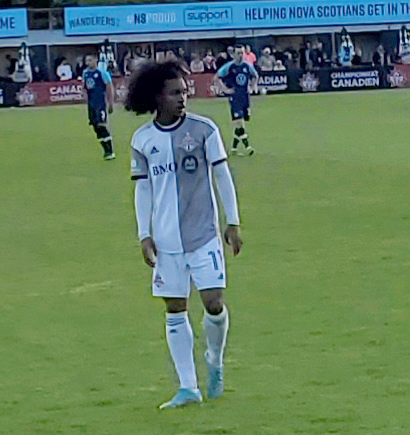
Jayden Nelson (* 2002)

- Nelson, Jeff (* 1963), US-amerikanischer Jazzmusiker
- Nelson, Jeremiah (1769–1838), US-amerikanischer Politiker
- Nelson, Jerry (1934–2012), US-amerikanischer Puppenspieler
- Nelson, Jerry (1944–2017), US-amerikanischer Astronom
- Nelson, Jessie (* 1955), US-amerikanische Filmproduzentin, Filmregisseurin und Autorin
- Nelson, Jesy (* 1991), englische Sängerin
- Nelson, Jillian (* 1987), US-amerikanische Schauspielerin
- Nelson, Jimmy (1919–2007), US-amerikanischer Bluessänger und Komponist
- Nelson, John (1791–1860), US-amerikanischer Jurist und Politiker
- Nelson, John (1912–1993), britischer Offizier und Generalmajor des Heeres
- Nelson, John (* 1948), US-amerikanischer Schwimmer
- Nelson, John (* 1953), US-amerikanischer Filmtechniker
- Nelson, John Allen (* 1959), US-amerikanischer Schauspieler
- Nelson, John E. (1874–1955), US-amerikanischer Politiker
- Nelson, John E. (* 1935), US-amerikanischer Politiker
- Nelson, John M. (1870–1955), US-amerikanischer Politiker
- Nelson, Johnny (* 1967), britischer Boxer
- Nelson, Jonathan, US-amerikanischer Gospelsänger
- Nelson, Jordy (* 1985), US-amerikanischer American-Football-Spieler
- Nelson, Joseph S. (1937–2011), kanadischer Zoologe
- Nelson, Josh (* 1978), US-amerikanischer Jazzmusiker (Piano, Komposition, auch Keyboard, E-Piano)
- Nelson, Josie (* 2002), britische Radsportlerin
- Nelson, Judd (* 1959), US-amerikanischer SchauspielerJudd Nelson (* 1959)

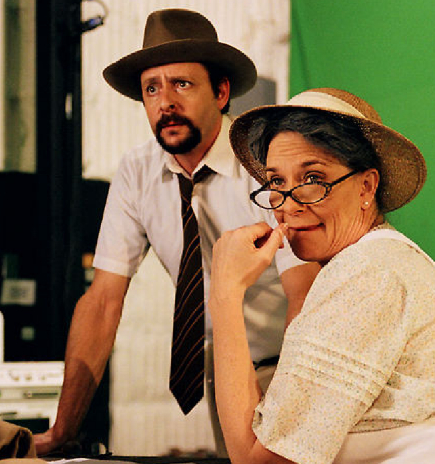
Judd Nelson (* 1959)

- Nelson, Julie (* 1985), nordirische Fußballspielerin
- Nelson, Kay (* 1909), US-amerikanische Kostümbildnerin
- Nelson, Kemba (* 2000), jamaikanische Sprinterin
- Nelson, Ken (1911–2008), US-amerikanischer Musikproduzent
- Nelson, Kenneth (1930–1993), US-amerikanischer Schauspieler
- Nelson, Kirsten, US-amerikanische Schauspielerin
- Nelson, Knut Ansgar (1906–1990), dänischer katholischer Bischof von Stockholm
- Nelson, Knute (1843–1923), US-amerikanischer Politiker
- Nelson, Larry (* 1947), US-amerikanischer Golfspieler
- Nelson, Lars (* 1985), schwedischer Skilangläufer
- Nelson, Leonard (1882–1927), deutscher Mathematiker und Philosoph
- Nelson, Levi (* 1988), kanadischer Eishockeyspieler
- Nelson, Lianne (* 1972), US-amerikanische Ruderin
- Nelson, Lori (1933–2020), US-amerikanische Schauspielerin
- Nelson, Louis (1902–1990), US-amerikanischer Jazz-Posaunist
- Nelson, Lyle (* 1949), US-amerikanischer Biathlet
- Nelson, Maclain (* 1980), US-amerikanischer Schauspieler und Filmproduzent
- Nelson, Maggie (* 1973), amerikanische SchriftstellerinMaggie Nelson (* 1973)

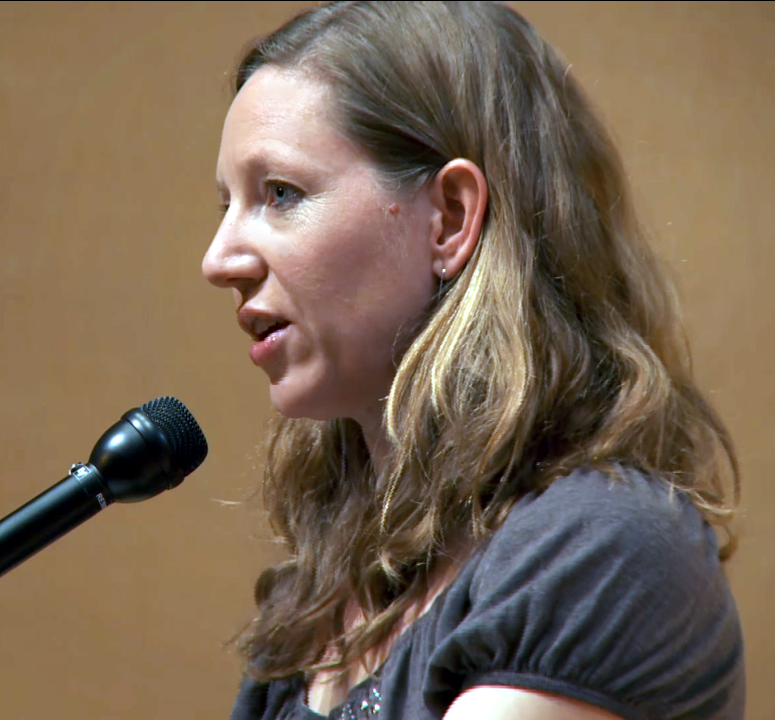
Maggie Nelson (* 1973)

- Nelson, Marc (* 1971), US-amerikanischer Sänger, Frontmann der Gruppe Az Yet
- Nelson, Matt, US-amerikanischer Jazzmusiker (Piano)
- Nelson, Matt, US-amerikanischer Jazzmusiker
- Nelson, Melanie, US-amerikanische Film- und Bühnenschauspielerin
- Nelson, Michael A. (1937–2024), US-amerikanischer Offizier, Generalleutnant der US Air Force
- Nelson, Michael H. (* 1952), deutscher Soziologe und Politologe
- Nelson, Michael J. (* 1964), US-amerikanischer Schauspieler und Comedian
- Nelson, Mickaël (* 1990), französischer Fußballspieler
- Nelson, Mike (* 1967), britischer Installationskünstler
- Nelson, Oliver (1932–1975), US-amerikanischer Saxophonist, Big-Band-Leader und Komponist
- Nelson, Ozzie (1906–1975), US-amerikanischer Jazz-Musiker, Bigband-Leader und Schauspieler
- Nelson, Paddy (1919–1999), australischer Künstler
- Nelson, Pete (* 1962), US-amerikanischer Schriftsteller und Unternehmer
- Nelson, Peter (1931–1977), australischer Radrennfahrer
- Nelson, Peter (* 1956), amerikanisch-deutscher Pianist und Hochschullehrer
- Nelson, Philip (* 1957), US-amerikanischer Theoretischer Physiker
- Nelson, Philip (* 1988), britischer Fußballspieler
- Nelson, Phyllis (1950–1998), US-amerikanische Sängerin
- Nelson, Quenton (* 1996), US-amerikanischer American-Football-Spieler
- Nelson, Ralph (1916–1987), US-amerikanischer Film- und Fernsehregisseur, Produzent, Drehbuchautor und Schauspieler
- Nelson, Ray (* 1931), amerikanischer Science-Fiction-Autor und Cartoonist
- Nelson, Reggie (* 1983), US-amerikanischer American-Football-Spieler
- Nelson, Reiss (* 1999), englischer FußballspielerReiss Nelson (* 1999)

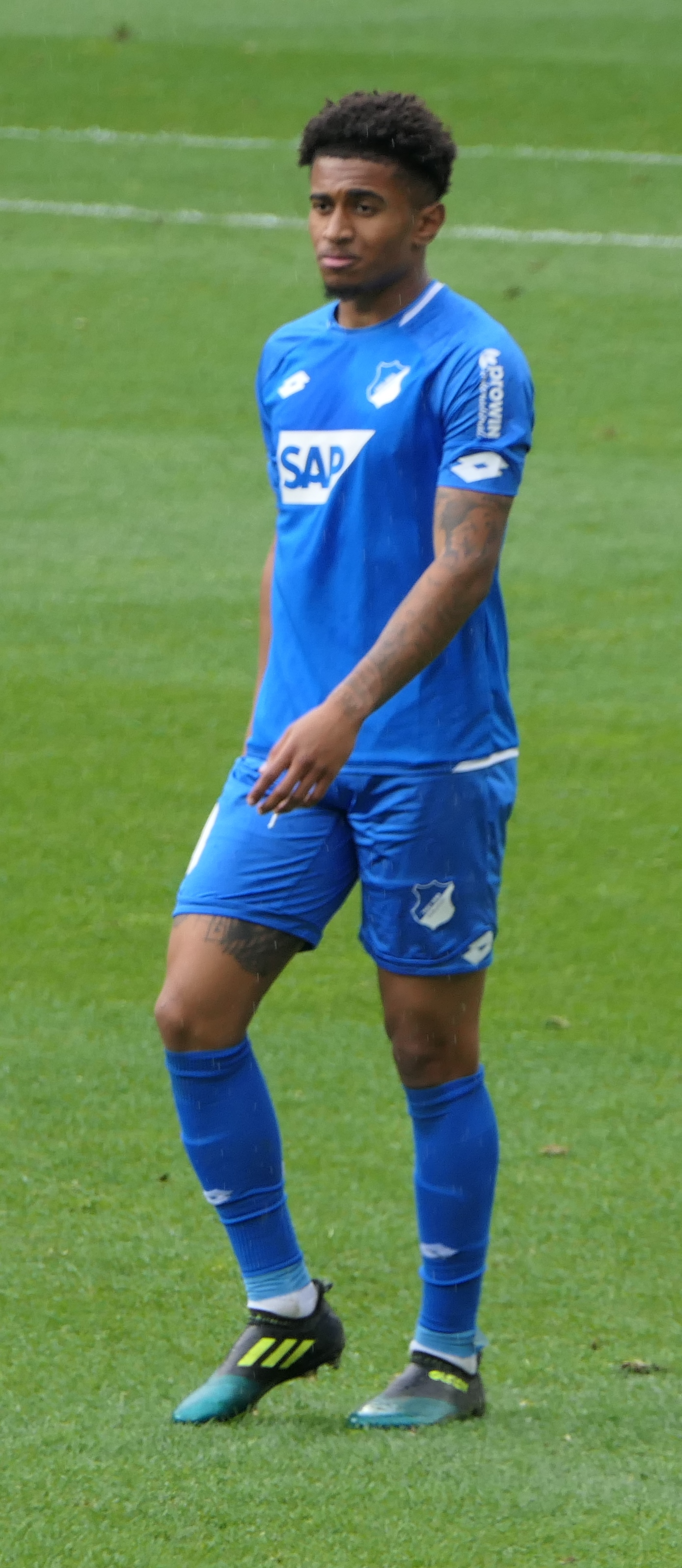
Reiss Nelson (* 1999)

- Nelson, Richard (* 1960), irischer Jazz- und Unterhaltungsmusiker (Pedal Steel Guitar, Dobro)
- Nelson, Richard, US-amerikanischer Jazzgitarrist, Komponist und Hochschullehrer
- Nelson, Richard R. (1930–2025), US-amerikanischer Wirtschaftswissenschaftler
- Nelson, Ricky (1940–1985), amerikanischer Schauspieler, Musiker und Singer-SongwriterRicky Nelson (1940–1985)

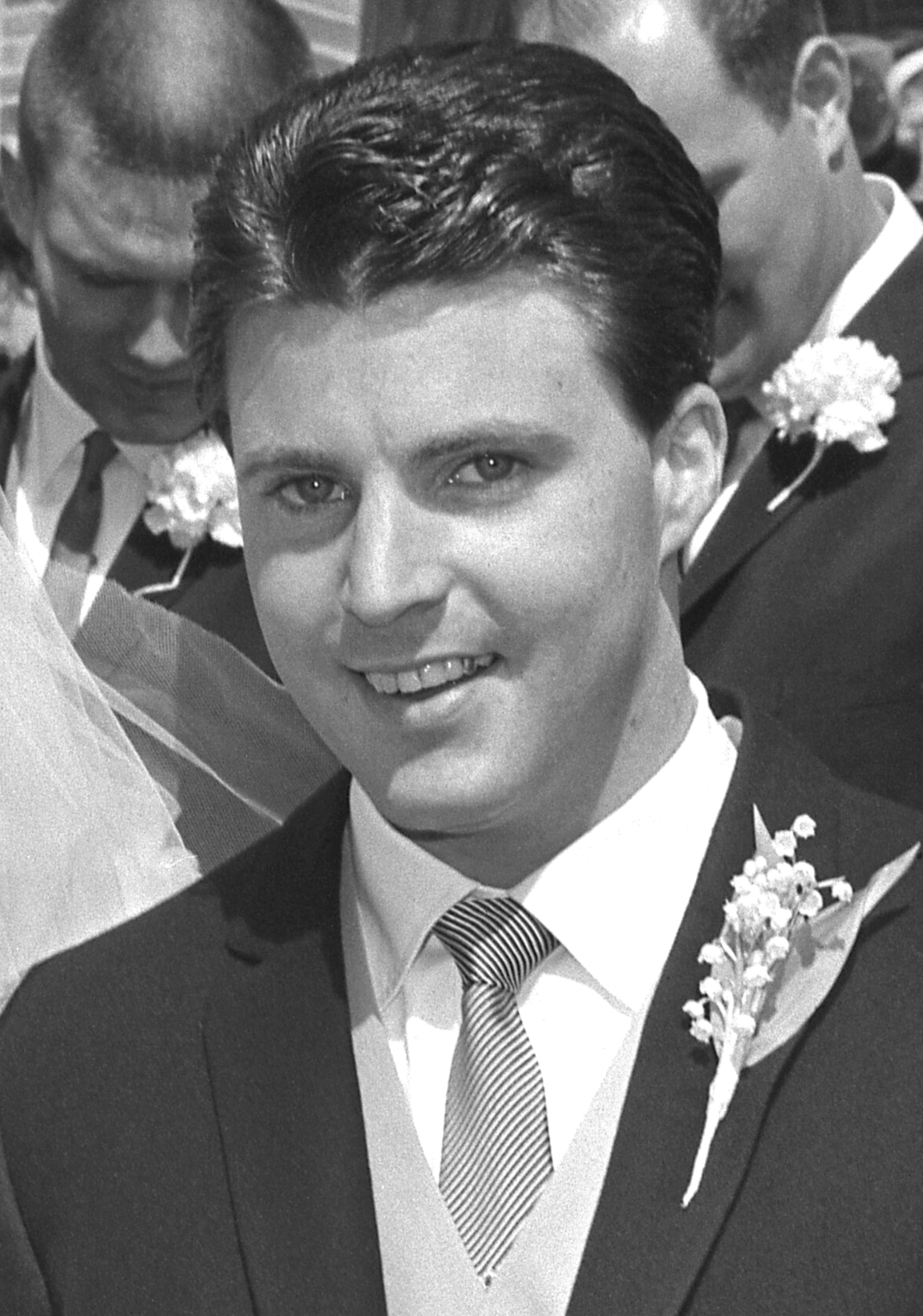
Ricky Nelson (1940–1985)

- Nelson, Rob (* 1979), US-amerikanischer Biologe, Filmemacher und TV-Persönlichkeit
- Nelson, Roger (1759–1815), US-amerikanischer Politiker
- Nelson, Ron (1929–2023), US-amerikanischer Komponist, Dirigent und Musikpädagoge an der Brown University
- Nelson, Roy (* 1976), US-amerikanischer Mixed-Martial-Arts-Kämpfer
- Nelson, Rudolf (1878–1960), deutscher Kabarettist, Pianist, Komponist und Theaterdirektor
- Nelson, Russell M. (* 1924), amerikanischer Kirchenführer, 17. Präsident der Kirche Jesu Christi der Heiligen der Letzten Tage
- Nelson, Ruth (1905–1992), US-amerikanische Schauspielerin
- Nelson, Sammy (* 1949), nordirischer Fußballspieler
- Nelson, Samuel (1792–1873), US-amerikanischer Jurist, Richter am US-Supreme Court
- Nelson, Sandra (* 1964), US-amerikanische Schauspielerin
- Nelson, Sandy (1938–2022), US-amerikanischer Schlagzeuger
- Nelson, Scott Reynolds, US-amerikanischer Historiker
- Nelson, Sean (* 1980), US-amerikanischer Schauspieler
- Nelson, Sefora (* 1979), deutsche Sängerin und Songschreiberin
- Nelson, Shara (* 1965), englische Sängerin
- Nelson, Simon (* 2002), österreichischer Fußballspieler
- Nelson, Skip (1920–1974), US-amerikanischer Pop- und Jazzmusiker
- Nelson, Spencer (* 1980), US-amerikanisch-aserbaidschanischer Basketballspieler
- Nelson, Steady (1913–1988), US-amerikanischer Jazztrompeter und Sänger
- Nelson, Steve (* 1954), US-amerikanischer Jazzvibraphonist
- Nelson, Taylor (* 1996), US-amerikanische Volleyballspielerin
- Nelson, Theodor Holm (* 1937), US-amerikanischer Philosoph und Informationstechnikpionier
- Nelson, Thomas Amos Rogers (1812–1873), US-amerikanischer Politiker
- Nelson, Thomas junior (1738–1789), britisch-amerikanischer Politiker; Unterzeichner der Unabhängigkeitserklärung der USA
- Nelson, Thomas M. (1782–1853), US-amerikanischer Politiker
- Nelson, Tim Blake (* 1964), US-amerikanischer Schauspieler und FilmemacherTim Blake Nelson (* 1964)
- Nelson, Tommy (* 1997), US-amerikanischer Schauspieler
- Nelson, Tracy (* 1947), US-amerikanische Sängerin
- Nelson, Tracy (* 1963), US-amerikanische Schauspielerin
- Nelson, Tyler (* 1995), US-amerikanischer Basketballspieler
- Nelson, Van (* 1945), US-amerikanischer Langstreckenläufer
- Nelson, Vinceroy (* 1996), Fußballspieler von St. Kitts und Nevis
- Nelson, Walter (1932–1962), amerikanischer Musiker
- Nelson, Wendy (* 1954), neuseeländische Botanikerin und Hochschullehrerin
- Nelson, Wes (* 1998), britischer Mann, Fernsehpersönlichkeit und Rapper
- Nelson, William (1784–1869), US-amerikanischer Jurist und Politiker
- Nelson, William (1824–1862), US-amerikanischer Brigadegeneral
- Nelson, William L. (1875–1946), US-amerikanischer Politiker
- Nelson, William, 1. Earl Nelson (1757–1835), älterer Bruder von Admiral Horatio Nelson
- Nelson, Willie (* 1933), US-amerikanischer Country-Sänger und SongwriterWillie Nelson (* 1933)

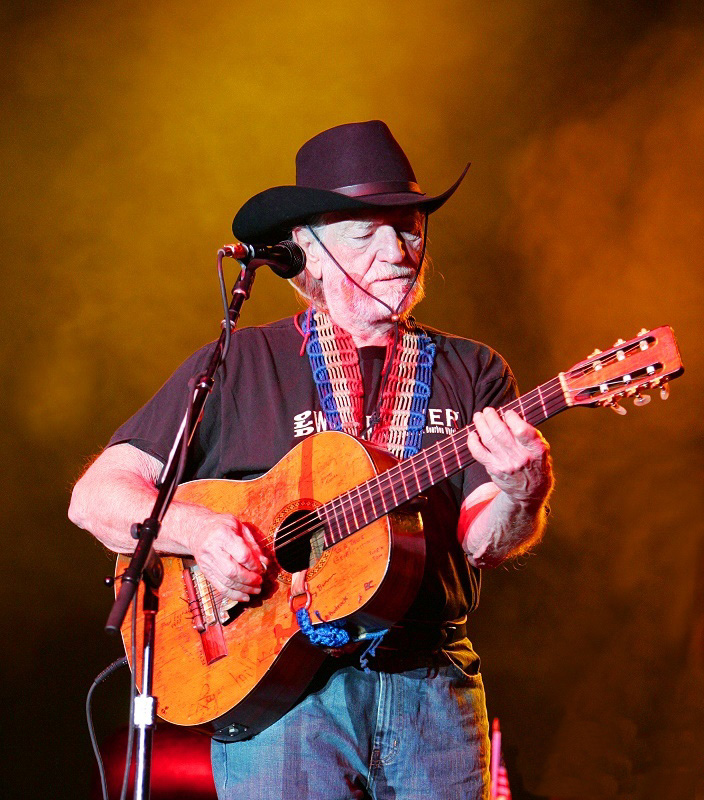
Willie Nelson (* 1933)

- Nelson, Wolfred (1791–1863), kanadischer Politiker und Arzt
- Nelson-Dunbar, Vicki (* 1962), US-amerikanische Tennisspielerin
- Nelson-Henry, Darien (* 1994), US-amerikanischer Basketballspieler
- Nelson-Joyce, James (* 1989), britischer Schauspieler
- Nelson-Levy, Timna (* 1994), israelische Judoka
- Nelsons, Andris (* 1978), lettischer DirigentAndris Nelsons (* 1978)

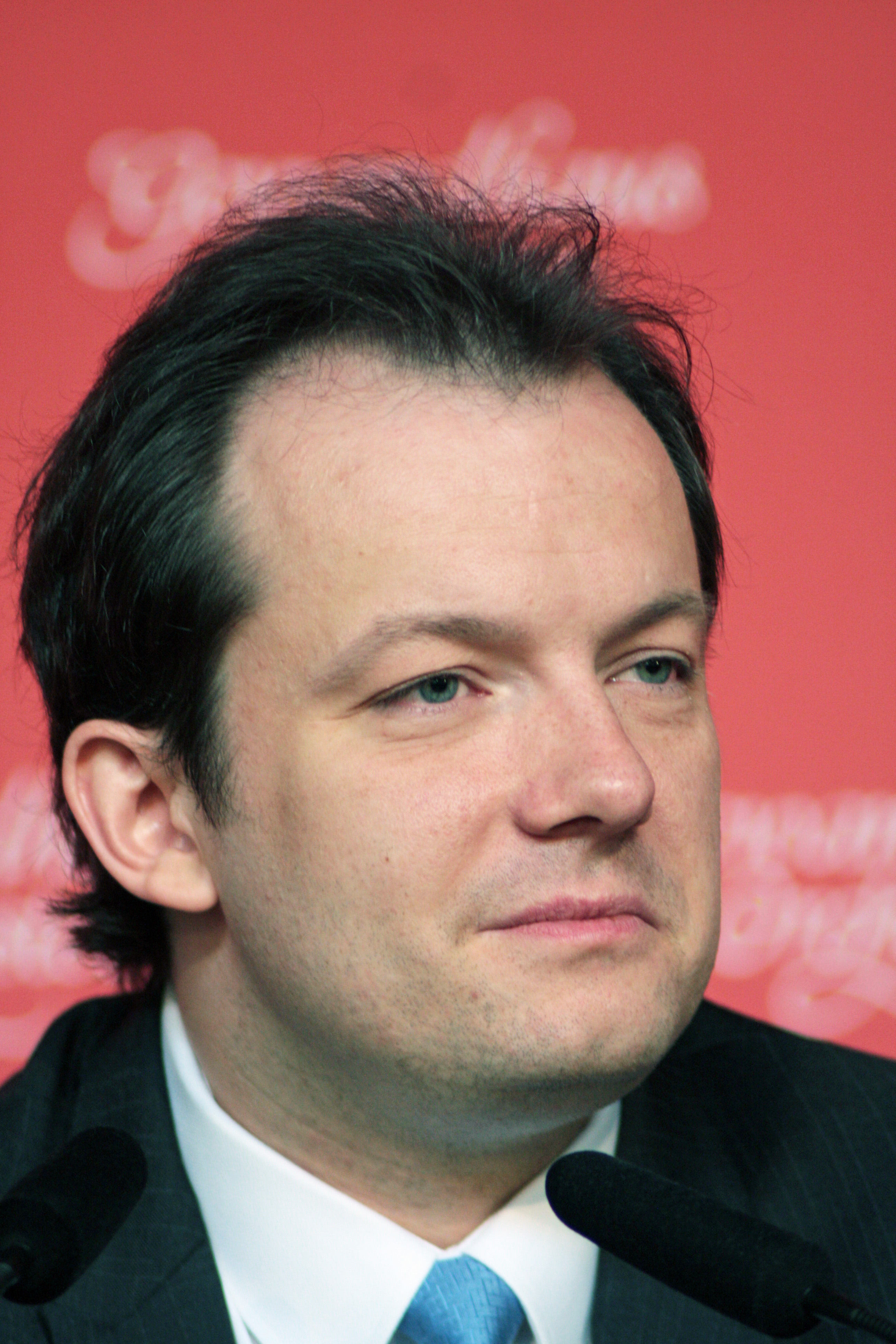
Andris Nelsons (* 1978)

- Nelsova, Zara (1918–2002), US-amerikanische klassische Cellistin
- Nelsson, Victor (* 1998), dänischer Fußballspieler
- Nelsson, Woldemar (1938–2006), russischer Dirigent

### Nelt
- Nelte, Carla (* 1990), deutsche Badmintonnationalspielerin
- Nelte, Klaus-Michael (* 1958), deutscher Marineoffizier (Vizeadmiral)
- Nelte, Norbert (1945–2021), deutscher Autor und Trotzkist
- Nelte, Otto (1887–1957), deutscher Strafverteidiger und Wirtschaftsjurist
- Nelte, Otto (1898–1941), deutscher Widerstandskämpfer
- Nelting, David (* 1971), deutscher Romanist und Literaturwissenschaftler
- Nelting, Manfred (* 1950), deutscher Mediziner

### Nelv
- Nelvis, Sharika (* 1990), US-amerikanische Hürdenläuferin

### Nely
- Nély, Alain-Marc (* 1950), römisch-katholischer Priester in der schismatischen Priesterbruderschaft St. Pius X.

### Nelz
- Nelzy, Germain (1934–2012), französischer Sprinter